# 小坂巖
小坂 巖（こさか いわお、1931年 - ）は長野県須坂市出身のフリーアナウンサー、競馬ジャーナリスト。

## 経歴
1954年、日本短波放送にアナウンサーの第1期生として入社。1956年の『中央競馬実況中継』開始に伴い、実況アナウンサーを務めた。
東京優駿（日本ダービー）では1年おきに実況を務めたほか、1964年の菊花賞ではシンザンによる中央競馬史上2頭目のクラシック三冠達成の瞬間を伝えた。このときは道中での様子から「シンザン、どうやらこれで、三冠馬ダメか」、「シンザン、どうやら三冠できそうにない」と実況してしまい、忘れられないと語っている。また、俗に「シンザンが消えた」という文句で知られる翌1965年の有馬記念の実況も小坂が担当している。
1970年公開の東映映画『日本ダービー 勝負』では実況アナウンサー役として出演した。
1971年に日本短波放送を退社し、フリーアナウンサーとしてラジオ関東や朝日放送ラジオで活動。1975年からはテレビ東京の『土曜競馬中継』にキャスターとして携わり、1992年まで務めた。
日本中央競馬会による衛星放送「グリーンチャンネル」開局後は、日曜午後の中継キャスターを務めた。
フリーとなって以降は『競馬ニホン』や『ダービーニュース』等に取材記事を寄稿する競馬記者としての一面もあった。
また1974年には、当時の競馬ブームの主役となっていたハイセイコーの引退を記念し製作された楽曲「さらばハイセイコー」の作詞を担当、45万枚を売り上げるヒット曲となった。

## 主な実況歴（判明分）

### 日本短波放送時代
GI級レース
- 桜花賞（1961年、1965年）
- 皐月賞（1966年、1967年、1970年）
- 優駿牝馬（1961年、1964年、1966年、1968年）[1]
- 東京優駿（1961年〜1963年、1965年、1969年）
- スプリンターズステークス（1969年）
- 菊花賞（1964年）
- 有馬記念（1965年、1968年）

海外
- ワシントンDCインターナショナル（1969年）

その他
- 京成杯（1966年）
- 福島記念（1965年）
- 毎日王冠（1969年）

### フリー転向後
GI級レース
- 優駿牝馬（1975年）

その他
- 京王杯スプリングハンデキャップ（1982年）